# 阿基丘瓦山
13°40′32″S 70°59′0″W / 13.67556°S 70.98333°W
阿基丘瓦山（Aquichua），是秘魯的山峰，位於該國南部庫斯科大區的基斯皮坎奇省，屬於安第斯山脈中韋爾卡努塔山脈的一部分，處於西維納科查湖和瓊皮山東北面、安布羅哈山以北，海拔高度約5,300米。